# 여기가 소문의 엘파라시오
《여기가 소문의 엘파라시오》(ここが噂のエル・パラシオ 코코가 우와사노 에루파라시오[*]) 아오야기 타카오의 일본 만화이다. 2011년에는 TV 도쿄에서 텔레비전 드라마로 만들어졌다.

## 드라마
2011년 10월 7일부터 같은 해 12월 23일까지, TV 도쿄의 드라마 24 시간대에 방송됐다. 주연은 타케다 코헤이이다.

### 출연진
여자 프로레슬링 단체 엘파라시오
- 오오카 타다스케 - 타케다 코헤이
- 슈미센 오우카 - 사토 에리코
- 마키하라 이츠카 - 아이카와 유즈키
- 키사라기 사에 - 다케다 리나
- 타나하시 마리코 - 사와야마 리나
- 아사노 히나타 - 나카무라 시즈카

## 주제가
- 여는 곡: 포미닛 〈Ready Go〉[1]
- 닫는 곡: 소네 유키에 〈君のとなりに〉 (너의 곁에서)